# Roger Guerreiro
Roger Guerreiro (Ciutat de São Paulo, 25 de maig de 1982) és un futbolista brasiler nacionalitzat polonès.
Ha defensat els colors d'importants clubs del seu país, AD São Caetano, Corinthians, Flamengo i Juventude. El 2004 jugà al Celta de Vigo i dels del 2006 al Legia Varsòvia.
Va obtenir la nacionalitat polonesa el 17 d'abril de 2008. Debutà amb la selecció el 27 de maig del mateix any en un partit enfront Albània. Ha participat amb la seva nova selecció a l'Eurocopa 2008, on ha marcat un gol.